# Партія незалежності та праці
Партія незалежності та праці ( фр. Parti de l'Indépendance et du Travail ) - соціалістична (раніше комуністична ) політична партія в Сенегалі, що походить з Африканської партії незалежності Сенегалу ( фр. Parti Africain de l'Indépendance ). Багаторічними лідерами партії були Маджмут Діоп, Сейд Сіссоко, а потім Амат Дансоко.

## Історія

### Африканська партія незалежності Сенегалу
Африканська Партія Незалежності Сенегалу (АПНС) була утворена в 1957 році як об'єднання марксистських груп країни. Вона виражає інтереси робітничого класу, бідного селянства та широких трудящих мас. З 1960 року АПНС діє в підпіллі. І З'їзд АПНС (1962) прийняв її програму та статут. Програмною метою АПНС є досягнення справжньої політичної та економічної незалежності Сенегалу та побудова соціалістичного суспільства. II З'їзд АПНС (1972) висунув завдання створення єдиного фронту всіх національно-патріотичних сил для боротьби з неоколоніалізмом. АПНС підписала документи міжнародних Народних рад комуністичних та робітничих партій в 1969 році. Центральним органом АПНС є газета «Момсарев» («Незалежність»).